# Lissodendoryx crelloides
Lissodendoryx crelloides är en svampdjursart som först beskrevs av Brøndsted 1924.  Lissodendoryx crelloides ingår i släktet Lissodendoryx och familjen Coelosphaeridae. Inga underarter finns listade i Catalogue of Life.